# Réserve naturelle de Hummerbakken
La Réserve naturelle de Hummerbakken  est une aire protégée norvégienne qui est située dans le municipalité de Larvik, dans le comté de Vestfold.

## Description
La réserve naturelle de 0,135 km2 a été créée en 2006. C'est une zone humide située sur la côte de Brunlane, au fond du fjord de Hummerbakken
La réserve naturelle offre des lits sous-marins de zostère marine, une plage avec une forêt d'aulne noir et des marécages. La rivière Bergselva se jette dans la réserve, formant un delta d'eau saumâtre lorsqu'elle rencontre l'eau de mer. La partie inférieure de Bergselva est une frayère très importante pour la truite de mer.
Dans la réserve naturelle, la plus grande occurrence connue dans l'est de la Norvège est le développement du varech de Nolti. La plante est très menacée. En Norvège, elle n'est connue que dans le Rogaland, l'Hordaland et l'Oslofjord.